# Bengt Fornberg
Bengt Fornberg est un mathématicien appliqué suédois connu pour ses travaux en analyse numérique, en traitement du signal et en mécanique des fluides, particulièrement sur les ondes de gravité.

## Biographie
Bengt Fornberg obtient un PhD Université d'Uppsala en 1972 sous la direction de Heinz-Otto Kreiss.
De 1972 à 1974, il est chercheur à la division traitement de données du CERN à Genève.
De 1974 à 1984, il travaille au Département de mathématiques appliquées du California Institute of Technology.
De 1984 à 1995, il est à l'Exxon Research and Engineering Company, à Annandale dans le comté de Fairfax en Virginie (États-Unis).
Depuis 1995, il est professeur de mathématiques appliquées à l'Université du Colorado à Boulder.

## Distinctions
- Guggenheim Fellow, 1981[1].
- Fellow of Society for Industrial and Applied Mathematics (SIAM), 2014[2].

## Ouvrages
- (en) Bengt Fornberg, A Practical Guide to Pseudospectral Methods, Cambridge, Cambridge University Press, 1996, 231 p. (ISBN 0-521-49582-2, lire en ligne)
- (en) B. Fornberg et N. Flyer, A Primer on Radial Basis Functions with Applications to the Geosciences, SIAM, 2015, 221 p. (ISBN 978-1-61197-402-7, lire en ligne)

- (en) Bengt Fornberg: High-Accuracy Finite Difference Methods, Cambridge Univ. Press,  (ISBN 978-1-00956654-4) (2025).